# I Litewsko-Białoruski Batalion Etapowy
I Litewsko-Białoruski batalion etapowy – oddział wojsk wartowniczych i etapowych w okresie II Rzeczypospolitej pełniący między innymi służbę ochronną na granicy polsko-sowieckiej.

## Formowanie i zmiany organizacyjne
W maju 1919 został utworzony Litewsko-Białoruski batalion straży kolejowej, który 30 stycznia 1920 został przemianowany na I Litewsko-Białoruski batalion etapowy. 15 lipca, 15 sierpnia i 15 września 1919 „baon straży kolejowej” był wykazywany w Ordre de Bataille Frontu Litewsko-Białoruskiego . Oddział został podporządkowany Dowództwu Okręgu Etapowego „Wilno”. Do lipca 1920 kompanie batalionu stacjonowały w Wornianach. Od września batalion podlegał I Brygadzie Etapowej. W lutym 1921 podlegał Dowództwu Powiatu Etapowego „Troki”. Pod koniec lutego przeszedł w rejon Wornian, do rejonu Dowództwa Powiatu Etapowego „Nowa Wilejka” i zabezpieczał południowo-zachodni teren powiatu na linii Wilno-Bieniakonie, ochraniał Komendę Placu w Jaszunach i Stację Kontrolną „Olkieniki”. 19 maja 1921 stacjonował w Koszarach im. Szeptyckiego w Wilnie. Tu do jego składu prawdopodobnie zostali włączeni żołnierze ze zlikwidowanego III Litewsko-Białoruskiego batalionu etapowego. Z Wilna batalion odszedł na odcinek kordonowy.
Według Odziemkowskiego było odwrotnie. 6 maja 1919 w Wilnie na rozkaz gen. Rydza-Śmigłego przystąpiono do formowania I Litewsko-Białoruskiego batalionu etapowego. Niedługo potem batalion przemianowany został na batalion straży kolejowej i już w połowie maja trafił do służby. Do batalionu wcielono żołnierzy starszych wiekiem i o słabszej kondycji fizycznej. Oficerowie i podoficerowie nie mieli większego doświadczenia bojowego. Batalion nie posiadał broni ciężkiej, a broń indywidualną żołnierzy stanowiły stare karabiny różnych wzorów z niewielką ilością amunicji.
W czerwcu 1920 batalion liczył 7 oficerów, 274 podoficerów i szeregowców.
W lipcu batalion pełnił służbę garnizonową w Białymstoku. Po jego opuszczeniu, będąc w podporządkowaniu 10 Dywizji Piechoty gen. Lucjana Żeligowskiego, walczył przez kilka dni w obronie linii Narwi i poniósł duże straty. 29 lipca liczył w stanie bojowym 3 oficerów i 80 podoficerów i szeregowców. Posiadał 1 ckm.
19 października 1920 Minister Spraw Wojskowych przydzielił batalion, pod względem ewidencyjnym i uzupełnień, do Baonu Zapasowego Wojsk Wartowniczych i Etapowych Nr IV w Łodzi oraz nakazał szefowi Departamentu I MSWojsk. sformowanie 4 kompanii przy baonie zapasowym Wojsk Wartowniczych i Etapowych Nr IV, której zadaniem było prowadzenie ewidencji i uzupełnianie baonów etapowych litewsko-białoruskich. Równocześnie zapowiedziano przeformowanie tej kompanii, „w swoim czasie”, w kadrę baonu zapasowego lub jej rozwinięcie w baon zapasowy wojsk wartowniczych i etapowych dla Ekspozytury Dowództwa Okręgu Generalnego Warszawa w Białymstoku.
Na początku czerwca 1921 przesunięto z Womian i Wilna jego pododdziały na odcinek kordonowy „Wilno”. Pododcinek w rejonie Mejszagoły został obsadzony przez posterunki 1 kompanii w Baszkunach, Jawniunach, Mejszagóle, Kiemiele, Duksztach, Antokolu i Surmańcach. Dowództwo 1 kompanii por. Piotra Tappera zostało rozmieszczone w Mejszagole. 2 kompania etapowa utrzymywała placówki między innymi w Dekszni, Pomereczu i Pengle. 3 kompania trzymała placówkę m.in. w Mostach. Dowództwo batalionu pozostało w Wilnie.
We wrześniu 1922 Litewsko-Białoruski batalion etapowy został zlikwidowany.

## Dowódcy batalionu
- kpt. Brzozowski[1]
- mjr piech. Józef Korwin-Kamieński (1920[13])
- mjr piech. Stanisław Oleszkiewicz[d] (VI 1921)
- kpt. piech. Paweł Mikołaj Horbatowski[e] (był X 1921[20])

## Rozmieszczenie batalionu
Organizacja 31 grudnia 1921
- 1 kompania etapowa w Dolkitanach
  - placówka Gudziszki
  - placówka Ozierańce
  - placówka Mosty
- 2 kompania etapowa w Olkienikach
  - placówka Bieksze
  - placówka fabryka w Olkienikach
  - placówka Penglo
  - placówka Pomerecz
- 3 kompania etapowa w Małuzach
  - placówka Maluki
  - placówka Szerkliszki
  - placówka Smolniki